# Loutre à pelage lisse
Lutrogale perspicillata
Genre
Espèce
Sous-espèces de rang inférieur
- Lutrogale perspicillata sindica Pocock, 1940

Statut de conservation UICN

 VU A2acd : Vulnérable
Statut CITES

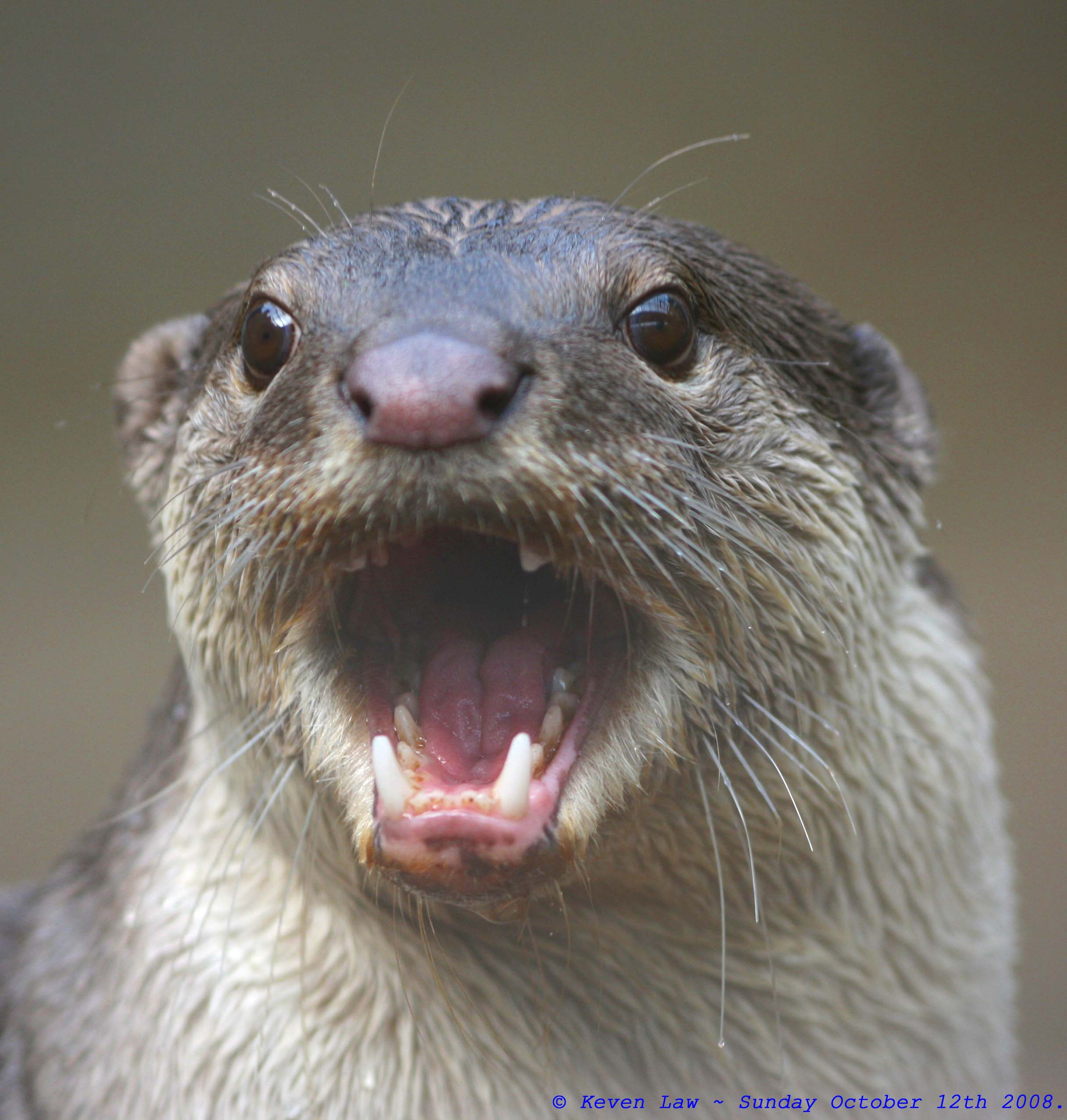
Une loutre à pelage lisse montrant ses crocs

La  Loutre à pelage lisse (Lutrogale perspicillata), loutre d'Asie ou encore loutre indienne, est une espèce de mammifère de la sous-famille des Lutrinés. 
Elle possède trois sous-espèces :
- loutre indienne du Sud (Lutrogale perspicillata perspicillata);
- loutre indienne d'Irak (Lutrogale perspicillata maxwelli);
- loutre indienne du Pakistan (Lutrogale perspicillata sindica).

C'est la seule espèce du genre Lutrogale. 

## Description
Vivant en Asie, elle mesure entre 69 et 75 cm, possède une queue de 40 à 50 cm et peut peser jusqu'à 11 kg pour une longévité de 15 ans.
Pour résister aux basses températures des cours d'eau, son pelage est adapté avec une fourrure imperméable de poils lisses sur lequel l'eau glisse sans pénétrer. Elle apparaît plus courte et plus brillante que chez les autres espèces et ce dans des tons brun/gris sur le dessous et plus clair sur le ventre et le cou.

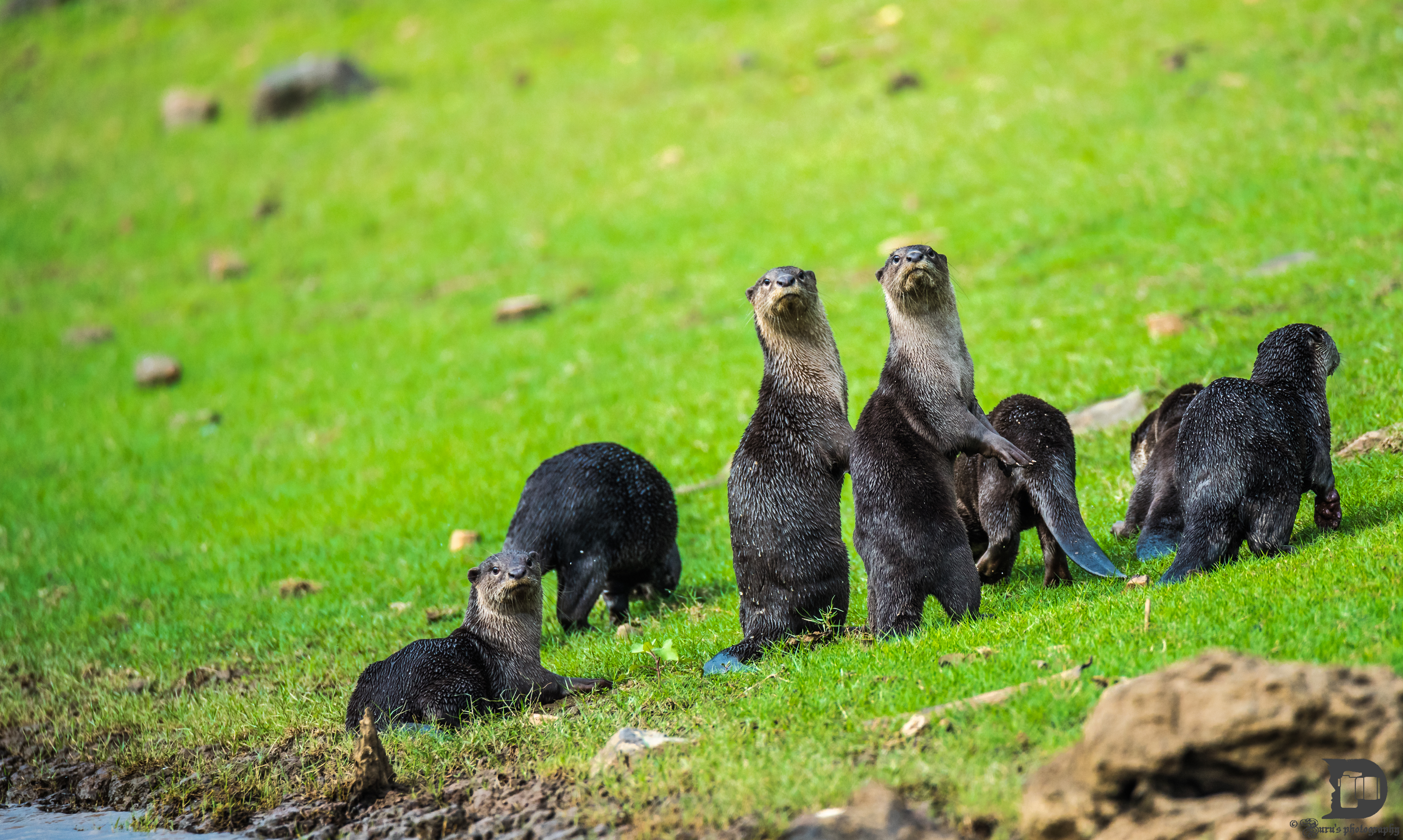
Loutres à pelage lisse, parc national de Nagarhole, Inde

Son corps long et épais possède des pattes courtes aux pieds palmés et dotés de griffes acérées. Sa tête, aussi large que son cou, possède un museau court couvert de poils épais, des petits yeux ronds très écartés et des oreilles positionnées assez bas sur celle-ci.
La loutre à pelage lisse dispose de pattes avant plus courtes que celles de derrière et une queue conique afin de lui faciliter la nage.

## Habitat

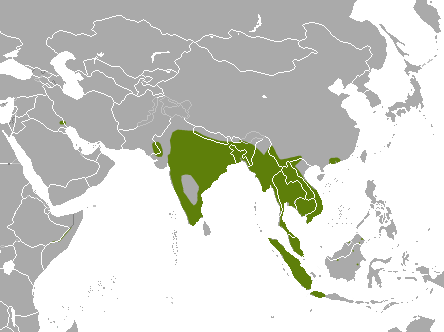
Aire de répartition de la loutre à pelage lisse

La loutre d’Asie vit dans les eaux peu profondes des ruisseaux et des rivières d’eau douce, dans les forêts marécageuses, les mangroves, les estuaires et les rizières inondées et parfois, quand elle n'est pas menacée, dans des systèmes urbains de canalisations. Cette loutre est aussi à l'aise sur terre et peut parcourir de longues distances par voie terrestre à la recherche d'un nouvel habitat. Elle construit sa tanière, qu’on appelle une catiche entre les racines des arbres poussant sur les berges. 
On la rencontre dans le sud de l'Asie, l'Inde la Chine mais aussi en Irak et en Afghanistan où vit une très petite population.
Sa population mondiale diminue du fait de la dégradation de son habitat humide causée par des projets hydroélectriques d'envergure mais aussi de l'agriculture, de la contamination des eaux par les pesticides ainsi que du braconnage.

## Régime alimentaire
Animal carnivore, la loutre a pour préférence le poisson mais elle peut se nourrir aussi de petits mammifères, amphibiens, crustacés ou vers de terre.
La loutre à pelage lisse chasse souvent en groupe afin de rassembler les poissons en bancs pour les capturer plus facilement.
On observe d'ailleurs que les pêcheurs de l'Inde et du Bangladesh utilisent ce comportement de chasse pour les dresser à rabattre les poissons dans les filets à l'image de la pêche au cormoran en Chine et au Japon.

## Reproduction

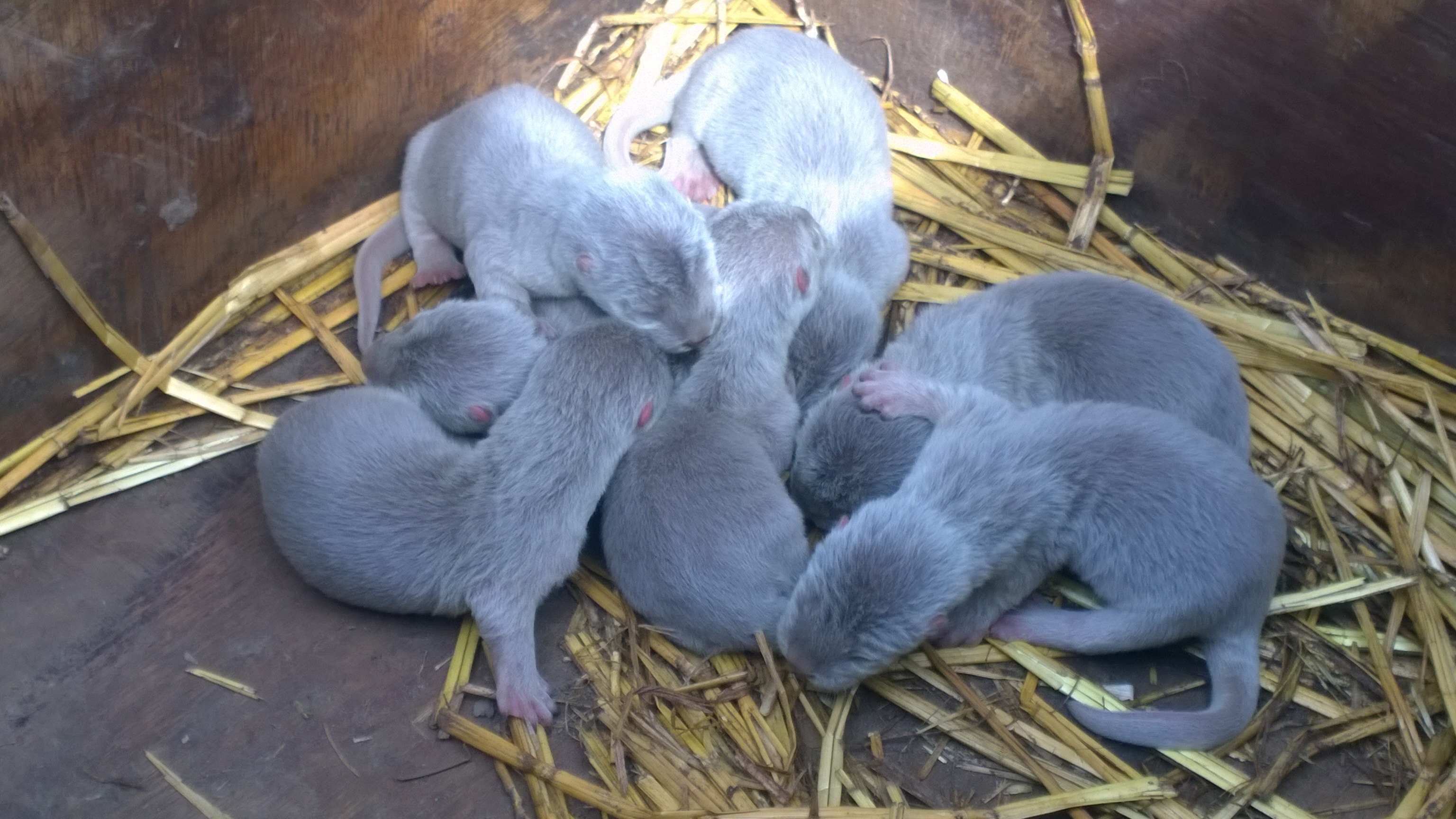
Des bébés loutres à pelage lisse

Aucune étude n'a été faite à ce propos mais on note qu'elles sont plus susceptibles de se reproduire entre août et septembre (en captivité, les accouplements ont quasiment tous lieu en août).
Sa période de gestation est d'une soixantaine de jours et donne généralement lieu à une portée de 2 à 5 petits. Les nouveau-nés aveugles n'ouvrent les yeux qu'au bout de 30 jours.

## Menaces
Une des principales menaces qui pèse actuellement sur la loutre à pelage lisse en Asie du Sud-Est (et surtout sur la loutre cendrée mais aussi sur la loutre d'Europe et la loutre de Sumatra), c'est qu'elle est capturée dans la nature pour être ensuite vendue comme animal de compagnie